# Cazma

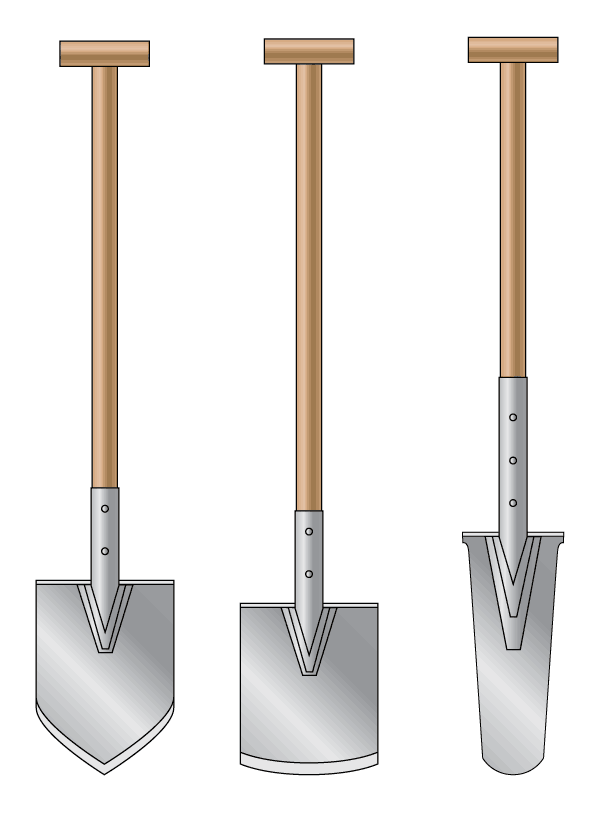
Cazmale

O cazmă este o unealtă alcătuită dintr-o lamă metalică tăietoare, fixată la o coadă de lemn; este utilizată la săpatul pământului sau pentru a scoate pământ din gropi și pentru răspândirea și nivelarea  solului. Este denumită hârleț în unele zone ale României.  Regional (în Transilvania), este folosită și forma hârșeu. În graiul crișean, există forma harșeu.
La început, în Antichitatea  timpurie, cazmalele au fost făcute din lemn. După ce a fost descoperit modul de prelucrare a metalelor, ele s-au făcut din metal. Randamentul lucrărilor de săpat era mic înainte de introducerea de unelte metalice, care a făcut ca munca la săpat să devină  mai eficientă.
Datorită echipării cu cazma a militarilor pentru săparea adăposturilor această unealtă a dezvoltat în jurul ei o artă marțială specifică trupelor de infanterie. Cazmaua militară este mică și portabilă spre deosebire de cazmalele normale cu coadă lungă. 
Se deosebește de lopată prin forma plată și prin faptul că are partea de sus îndoită spre exterior astfel încât să creeze o bandă metalică pe care cel ce o folosește poate apăsa cu piciorul.

## Etimologii
Substantivul din română: cazma este un împrumut din limba turcă: kazma: „sapă”.
Substantivul românesc hârleț este un împrumut din slavă: rylǐcǐ.
Substantivul hârșeu este un împrumut din maghiară ásó (pronunțat: ['a.ʃo]), „cazma”, „hârleț”, și contaminare cu substantivul hârleț. Substantivul harșeu, din graiul crișean, este un împrumut din maghiară, ásó, „cazma”, „hârleț” și contaminare cu substantivul hârleț.